# チヴィタ・ダンティノ
チヴィタ・ダンティノ（イタリア語: Civita d'Antino）は、イタリア共和国アブルッツォ州ラクイラ県にある、人口約1,000人の基礎自治体（コムーネ）。

## 地理

### 位置・広がり

#### 隣接コムーネ
隣接するコムーネは以下の通り。
- チヴィテッラ・ロヴェート
- コッレロンゴ
- ルーコ・デイ・マルシ
- モリーノ
- サン・ヴィンチェンツォ・ヴァッレ・ロヴェート
- トラサッコ

## 行政

### 分離集落
チヴィタ・ダンティノには、以下の分離集落（フラツィオーネ）がある。
- Case Mattei, Civita d'Antino Scalo, Capone, Pero dei Santi, Triano

## デンマークとの関係
1883年にデンマークの画家、クリスチャン・サートマンが別荘を建て、毎夏訪れるようになり、友人の画家、P.S.クロイヤーやスコウゴー（Joakim Skovgaard）を招いたので、デンマークの美術館にはチヴィタ・ダンティノの風景や人々を描いた絵画が残されることになった。1902年にサートマンは名誉市民に選び、後に記念パネルが設置された。

### チヴィタ・ダンティノを描いたデンマーク人画家の作品
- 「チヴィタ・ダンティノを描くサートマン」
(画)Johannes Vilhjem
- Young women transporting lime
 (画)サートマン
- Tærskning i Abruzzerne
(画) P.S.クロイヤー